# Nikolai Volev
Nikolai Volev (búlgar: Николай Слави Волев)  (Sofia, 10 d'abril de 1946 - Sofia, 15 d'octubre de 2024) va ser un guionista i director búlgar.

## Biografia
Va estudiar 5 semestres d'arquitectura a la universitat entre 1967 i 1968. El 1968 va fugir de Bulgària sense permís de les autoritats. Després d'una estada en un camp de refugiats a Turquia, va marxar cap a Anglaterra. El 1972 es va graduar en direcció de cinema a la London Film School. Va treballar com a paleta, recol·lector de tabac, obrer en un molí, regador de panells en una cruïlla de formigó, recol·lector de verdures a TKZS, venedor de gelats al carrer, guia turístic, treballador de la construcció, tècnic de laboratori fotogràfic, traductor del búlgar a l'anglès, bàrman, dibuixant, rentavaixelles de discoteca, artista publicitari, arquitecte ajudant, muntador de cinema, actor de cinema, guionista, director i productor.
En el seu llibre autobiogràfic Devstvenata prostitutka («La verge prostituta»), Volev descriu els alts i baixos de la seva vida, els seus primers i posteriors amors. Entre les aventures del seu camí vital destaquen la pseudocol·laboració amb el DS, la fugida a Gran Bretanya, el matrimoni amb una anglesa i el retorn a Bulgària. Entre 1972 i 1976 va fer documentals per a la Televisió Nacional de Bulgària com a guionista i director. I de 1978 a 1991 va treballar a Boyana films.

## Filmografia

### Director
Llargmetratges
- Dvoĭnikŭt (1980)
- Gospodin za edin den (1983)
- Da obichash na inat (1986)
- Margarit i Margarita (1989)
- Koziyat rog (1994) també guionista
- Ogledaloto na dyavola (2001)
- Izvŭn pŭtya (2017)

Documentals
- Tsiment (curtmetratge, 1977)
- Grŭntsi (curtmetratge, 1983)
- Dom 8 (1986)
- Vestnikarskata voĭna (curtmetratge, 1993)
- Za smŭrtnoto nakazanie (1999)
- Bŭrza pomosht (1999)
- Zimna prikazka (1999)
- Kremikovtsi – snimka za spomen (1999)
- Vechniyat lyubovnik (1999)

### Actor
- Seltseto (sèrie de televisió, 1978)
- Seltseto (telefilm, 1978)
- Priliv na nezhnost (1983)
- Mechtateli (1987)
- Far from Berlin (1992)